# Janówka (gmina Biała Podlaska)
Janówka – wieś w Polsce położona w województwie lubelskim, w powiecie bialskim, w gminie Biała Podlaska.
| SIMC    | Nazwa        | Rodzaj    |
| ------- | ------------ | --------- |
| 1019846 | Grabarka     | część wsi |
| 1021381 | Prokopiówka  | część wsi |
| 1021547 | Złamany Most | część wsi |

W latach 1975–1998 miejscowość należała administracyjnie do województwa bialskopodlaskiego.
Wieś jest sołectwem w gminie Biała Podlaska. Według Narodowego Spisu Powszechnego z roku 2011 wieś liczyła 98 mieszkańców.
W Janówce urodził się poseł na Sejm I, II i V kadencji Janusz Maksymiuk.
Wierni Kościoła rzymskokatolickiego należą do parafii Parafia św. Anny w Białej Podlaskiej.